# L'any que vam viure perillosament
The Year of Living Dangerously és una pel·lícula dirigida per Peter Weir estrenada el 1982, adaptació de la novel·la homònima de Christopher Koch, Weir, i David Williamson. És una història d'amor durant la transició al President Sukarno a Indonèsia. Segueix un grup de corresponsals estrangers a Djakarta en vigílies d'un intent de cop d'estat per l'anomenat Moviment 30 de setembre el 30 de setembre de 1965 i durant les violentes represàlies per grups paramilitars que van matar milers de persones.
Els protagonistes de la pel·lícula són Mel Gibson com Guy Hamilton, un periodista australià; Sigourney Weaver com Jill Bryant, una oficial de l'ambaixada britànica, i Linda Hunt, fent de Billy Kwan, un home amb nanisme que és el contacte local de Hamilton, un paper per al qual va guanyar l'Oscar a la millor actriu secundària. La pel·lícula es va filmar a Austràlia i les Filipines i inclou els actors australians Bill Kerr com el Coronel Henderson, i Noel Ferrier com Wally O'Sullivan.
Va estar prohibida a Indonèsia fins al 1999. El títol L'any que vam viure perillosament és una cita que es refereix a una coneguda frase italiana utilitzada per Sukarno; vivere pericoloso, significant "viure perillosament". Sukarno va manllevar la frase per al títol del seu discurs del Dia Nacional del 17 d'agost de 1964.

## Argument
Guy Hamilton (Mel Gibson), un periodista australià, arriba a Djakarta (Indonèsia) per cobrir l'explosiva situació que viu el país. Allà coneix Billy Kwan (Linda Hunt), un fotògraf que l'introdueix en aquesta cultura i actua com el seu guia. Kwan el presenta a Jill Bryant (Sigourney Weaver), amb qui Guy manté una intensa relació amorosa mentre el país es debat entre la revolució comunista o la dictadura militar.

## Repartiment
- Mel Gibson com a Guy Hamilton
- Sigourney Weaver com a Jill Bryant
- Bill Kerr com a Coronel Henderson
- Michael Murphy com a Pete Curtis
- Linda Hunt com a Billy Kwan
- Noel Ferrier com a Wally O'Sullivan
- Bembol Roco com a Kumar
- Paul Sonkkila com a Kevin Condon
- Ali Nur com a Ali
- Mike Emperio com a Sukarno
- Domingo Landicho com a Hartono
- Kuh Ledesma com a Tiger Lily

## Producció
Amb un pressupost de 6 milions de dòlars, L'any que vam viure perillosament era de bon tros la pel·lícula australiana més ambiciosa fins aleshores i la primera coproducció d'Austràlia i un estudi de Hollywood. Encara que originalment s'havia de filmar a Djakarta, els van negar el permís per filmar a Indonèsia, i així la major part de la pel·lícula es va filmar a les Filipines. Les amenaces de mort contra Peter Weir i Mel Gibson per part de musulmans que creia que la pel·lícula seria anti-Islam va forçar la producció a moure's a Austràlia. Sobre les amenaces de mort, Gibson va dir "No era realment tan dolent. Teníem moltes amenaces de mort, quan n'hi ha tantes, ha de significar que res no passarà realment. Penso que si volien matar-nos, per què enviar una nota?"

## Premis i nominacions[calcitació]

### Premis
- Oscar a la millor actriu secundària 1984, per Linda Hunt

### Nominacions
- Palma d'Or al Festival Internacional de Cinema de Canes 1983 per Peter Weir
- Globus d'Or a la millor actriu secundària 1984 per Linda Hunt